# فرانك كلير
فرانك كلير (بالإنجليزية: Frank Clair)‏ هو مدير فني أمريكي، ولد في 12 مايو 1917 في هاملتن في الولايات المتحدة، وتوفي في 3 أبريل 2005 في ساراسوتا في الولايات المتحدة بسبب نوبة قلبية.

## وصلات خارجية
- فرانك كلير على موقع قاعة أونتاريو للمشاهير الرياضية (مؤرشف) (الإنجليزية)